# The Sign of the Rose
The Sign of the Rose è un film muto del 1922 diretto da Harry Garson. Il soggetto si basa sull'omonimo lavoro teatrale di George Beban che, a Broadway, era andato in scena al Garrick Theatre l'11 ottobre 1911, interpretato dallo stesso Beban che aveva già ricoperto lo stesso ruolo in una versione precedente, The Alien, film del 1915 diretto da Thomas H. Ince.

## Produzione
Il film fu prodotto dalla George Beban Productions.

## Distribuzione
Il copyright del film, richiesto dalla American Releasing, fu registrato il 1º settembre 1922 con il numero LP18749.

Distribuito dalla American Releasing Corporation (ARC) e presentato da Harry Garson, il film uscì nelle sale statunitensi il 3 settembre 1922.
Non si conoscono copie ancora esistenti della pellicola che viene considerata presumibilmente perduta.